# Jan Reychman
Jan Antoni Reychman (ur. 19 lutego 1910 w Warszawie, zm. 11 stycznia 1975 tamże) – polski historyk, lingwista, orientalista, turkolog, hungarysta i armenolog. Badacz stosunków Polski ze Wschodem, krajami Europy Południowo-Wschodniej i Środkowej, ze specjalnością Turcji, Kurdystanu, Węgier oraz Armenii. Turysta i krajoznawca, działacz PTTK.

## Życiorys

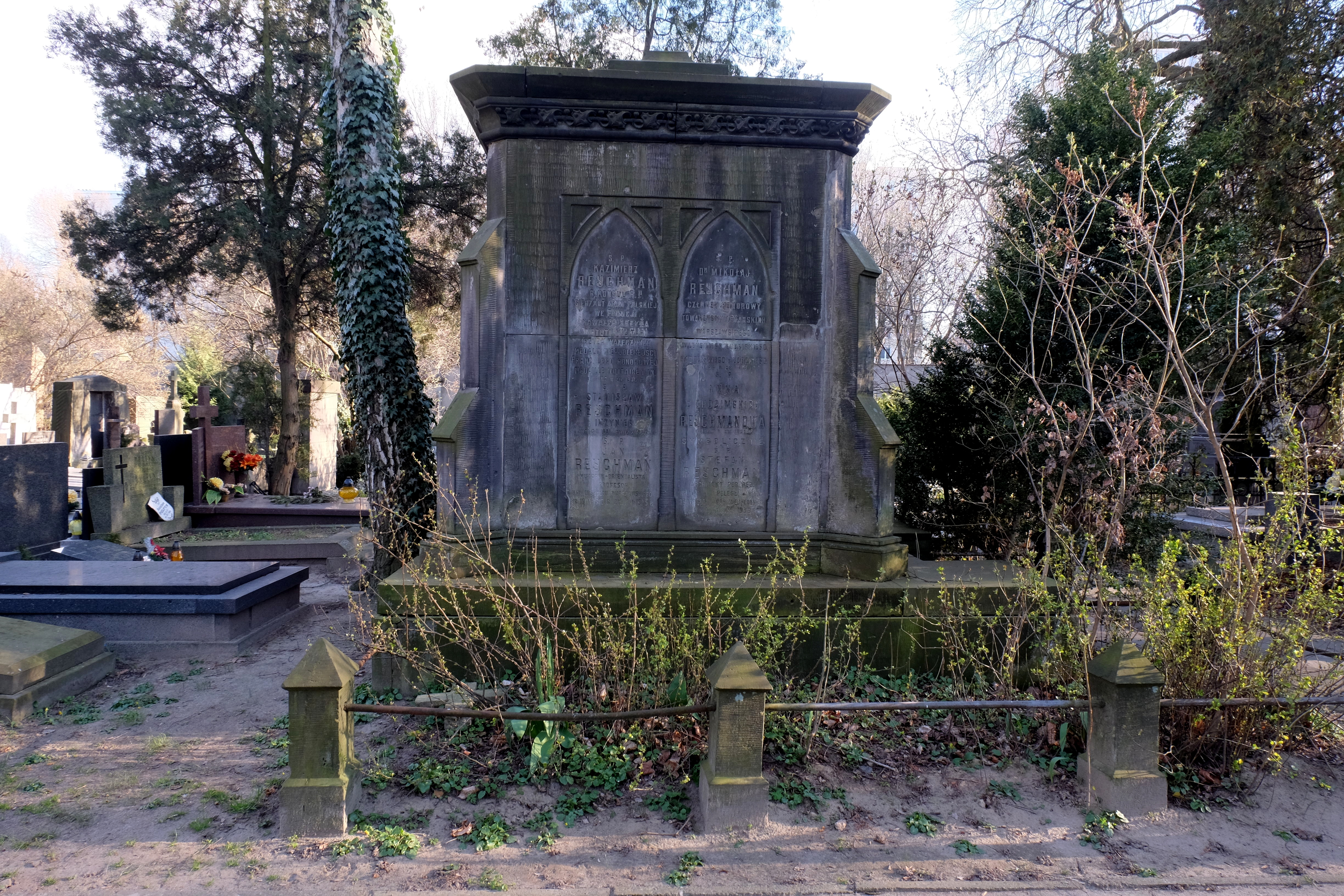
Grób Jana Reychmana i jego rodziny na cmentarzu ewangelicko-reformowanym przy ul. Żytniej w Warszawie

Urodził się w rodzinie pochodzenia żydowskiego, ochrzczonej w wyznaniu kalwińskim, jako syn Kazimierza i Wandy z domu Olszewicz. Od 1923 r. uczęszczał do gimnazjum w Zakopanem.  Absolwent Uniwersytetu Warszawskiego, od 1955 prof. tamże – kierował katedrą turkologii i hungarologii. Pełnił także funkcję kierownika działu dokumentacji Zakładu Orientalistyki Polskiej Akademii Nauk. W latach 1939 – 1940 pracował w Muzeum Tatrzańskim w Zakopanem.
W 1940 przedostał się na Węgry, gdzie był współpracownikiem Zdzisława Antoniewicza. Był stałym gościem w jedynym wówczas w Europie polskim gimnazjum w Balatonboglár. W tym czasie poznał dobrze dzieje Węgier oraz język węgierski. Po rozpoczęciu ofensywy sowieckiej na Węgrzech wiosną 1944 przez Debreczyn i Rumunię wrócił w 1945 roku do Polski i na warszawski Uniwersytet.
Już w czasach gimnazjalnych rozpoczął systematyczne poznawanie Tatr i Podtatrza, m.in. w towarzystwie swojego wuja Wacława Olszewicza, kuzyna Witolda Mileskiego i Witolda H. Paryskiego, stając się do czasu wybuchu wojny jednym z najlepszych znawców dziejów tych terenów oraz ludzi związanych z tym regionem. Jeszcze przed wojną opublikował Przewodnik po Podhalu, Spiszu, Orawie i Północnej Słowacji (Warszawa 1937).
Od 1951 był członkiem redakcji Wierchów. Ogłaszał liczne artykuły na tematy dotyczące Tatr i Podtatrza, o zbójnictwie, z dziedziny historii, z dziejów piśmiennictwa tatrzańskiego. Pisał „gawędy o dziwnych czasach, dziwnych postaciach, ludziach ciekawych i niezwykłych – zafascynowanych Wschodem i urzeczonych Tatrami”, a także obszerne przedmowy i komentarze, np. do polskiego wydania książki Węgierski bądź Dacki Simplicissimus (Kraków 1967).
Był redaktorem naczelnym słowników polsko-węgierskich i węgiersko-polskich oraz autorem ponad 300 artykułów i większych prac z dziedziny orientalistyki (zestawionych w publikacji Księga dla uczczenia pamięci Jana Reychmana, Warszawa 1976) oraz wielu prac z zakresu hungarystyki. Spoczywa na cmentarzu ewangelickim-reformowanym w Warszawie (kwatera T-1-1).

## Wybrane publikacje
- Przemysł wiejski na Podhalu (wraz z bratem Stefanem), Zakopane 1937 (2 wyd. w 1965, wyd. angielskie pt. Rural Industry in the Polish Tatra Highlands 1972).
- Przewodnik po Podhalu, Spiszu, Orawie i Północnej Słowacji, Warszawa 1937.
- O polsko-słowackiej współpracy na Podhalu, Warszawa: Tow. Przyjaciół Słowaków im. Ludowita Sztura 1938.
- Zagadnienie osadnictwa wołoskiego w Karpatach w rumuńskiej literaturze naukowej lat ostatnich, Poznań 1946.
- Tłumacze języków wschodnich w Polsce XVIII wieku, Warszawa: z zasiłku Wydziału Nauki Ministerstwa Oświaty i Departamentu Wyznań Min. Adm. Publ. 1947.
- Zbójnictwo karpackie w nowym oświetleniu, w: „Kuźnica” nr 47, 1948.
- Udział Polskiego Towarzystwa Tatrzańskiego w  badaniach naukowych  Tatr, Podhala i Karpat (1873–1948), w: „Wierchy” R. 18, 1948.
- Tradycje śląskiej orientalistyki, Kraków: Polskie Towarzystwo Orientalistyczne 1950.
- Literatura polska w krajach Bliskiego Wschodu, Kraków: Polskie Towarzystwo Orientalistyczne 1951.
- Znajomość i nauczanie języków orientalnych w Polsce XVIII w., Wrocław: Wrocławskie Towarzystwo Naukowe 1951.
- Bohater Siedmiogrodu, Warszawa: Wydawnictwo Ministerstwa Obrony Narodowej 1952.
- Józef Sułkowski : 1770–1798, Warszawa: Wydawnictwo Ministerstwa Obrony Narodowej 1952.
- Rzekoma siedziba ambasady dawnej Rzeczypospolitej w Stambule, Kraków: Polskie Towarzystwo Orientalistyczne 1953.
- Dzieje Węgier, Warszawa: Państwowe Wydawnictwo Naukowe 1954 (kolejne wydania – 1963, 1967).
- Próby organizacji orientalistyki polskiej w dobie mickiewiczowskiej, Warszawa 1954.
- Działalność Mickiewicza w czasie Wojny Krymskiej : [1853–1855], Warszawa: Polska Akademia Nauk. Sekcja Historii i Historii Filozofii 1955.
- Zainteresowania orientalistyczne w środowisku mickiewiczowskim w Wilnie i Petersburgu, Warszawa 1955.
- (współautor: Ananiasz Zajączkowski), Zarys dyplomatyki osmańsko-tureckiej, Warszawa: PWN 1955.
- Mahomet i świat muzułmański, Warszawa: „Książka i Wiedza” 1958 (kolejne wydania – 1960, 1966).
- Podróż Słowackiego na Wschód na tle orientalizmu romantycznego, Warszawa 1959.
- Życie polskie w Stambule w XVIII wieku, Warszawa: Państwowy Instytut Wydawniczy 1959.
- Dni świetności i klęski Turcji, Warszawa: Książka i Wiedza 1962.
- Klasztor w Lendaku i jego dawna przynależność do opactwa miechowskiego, w: „nasza Przeszłość”  nr 19, 1964.
- Orient w kulturze polskiego oświecenia, Wrocław: Zakład Narodowy im. Ossolińskich 1964.
- Czarna peleryna, ciupaga i indyjski znak tajemny, w: „Twórczość” nr 5, 1966.
- Szkice z dziejów polskiej orientalistyki, t. 2, praca zbiorowa pod red. Jana Reychmana, Warszawa: Państwowe Wydawnictwo Naukowe 1966.
- Węgierski bądź Dacki Simplicissimus (przedmowa i przypisy), Wydawnictwo Literackie, Kraków 1967.
- Szkice z dziejów polskiej orientalistyki, t. 3, praca zbiorowa pod red. Jana Reychmana, Warszawa: Państwowe Wydawnictwo Naukowe 1969.
- Księga podróży Ewliji Czelebiego : wybór, tł. z tur. Zygmnt Abrahamowicz, Aleksander Dubiński, Stanisława Płaskowicka-Rymkiewicz, red. nauk., wybór, słowo wstępne i koment. Z. Abrahamowicz; szkic o Ewliji Czelebim i jego dziele: Jan Reychman, Warszawa: „Książka i Wiedza” 1969.
- Dzieje Turcji. Od końca XVIII wieku, Warszawa: Państwowe Wydawnictwo Naukowe 1970.
- Wschód w literaturze polskiej : zbiór rozpraw, pod red. Jana Reychmana, Wrocław: Zakład Narodowy im. Ossolińskich. Wydawnictwo PAN 1970.
- Ciupaga, peleryna i znak tajemny, Wydawnictwo Literackie, Kraków 1971 (wyd. II Kraków 1976).
- Podróżnicy polscy na Bliskim Wschodzie w XIX w., Warszawa: „Wiedza Powszechna” 1972.
- Historia Turcji, Wrocław: Zakł. Nar. im. Ossolińskich 1973.